# Minuartia cerastiifolia
Espèce
Classification phylogénétique
Minuartia cerastiifolia, l'Alsine à feuilles de Céraiste , est une espèce de plante herbacée de la famille des Caryophyllaceae.
Elle est endémique des Pyrénées.

## Description
Plante vivace, gazonnante, de petite taille, entièrement recouverte de poils crépus qui la rendent grisâtre. Fleurs par une ou par deux au sommet des tiges, et de couleur blanche.

## Caractéristiques
- Organes reproducteurs :
  - Type d'inflorescence : cyme bipare
  - répartition des sexes : hermaphrodite
  - Type de pollinisation : entomogame
  - Période de floraison : juillet à août
- Graine :
  - Type de fruit : capsule
  - Mode de dissémination : barochore
- Habitat et répartition :
  - Habitat type : étage subalpin et étage alpin, escarpements calcaires et éboulis.
  - Aire de répartition : orophyte pyrénéen, au centre et à l'ouest de la chaîne.

Source : Julve, Ph., 1998 ff. - Baseflor. Index botanique, écologique et chorologique de la flore de France. Version : 23 avril 2004.